# L'Annonciation (Uccello)
Pour les articles homonymes, voir Annonciation (homonymie).

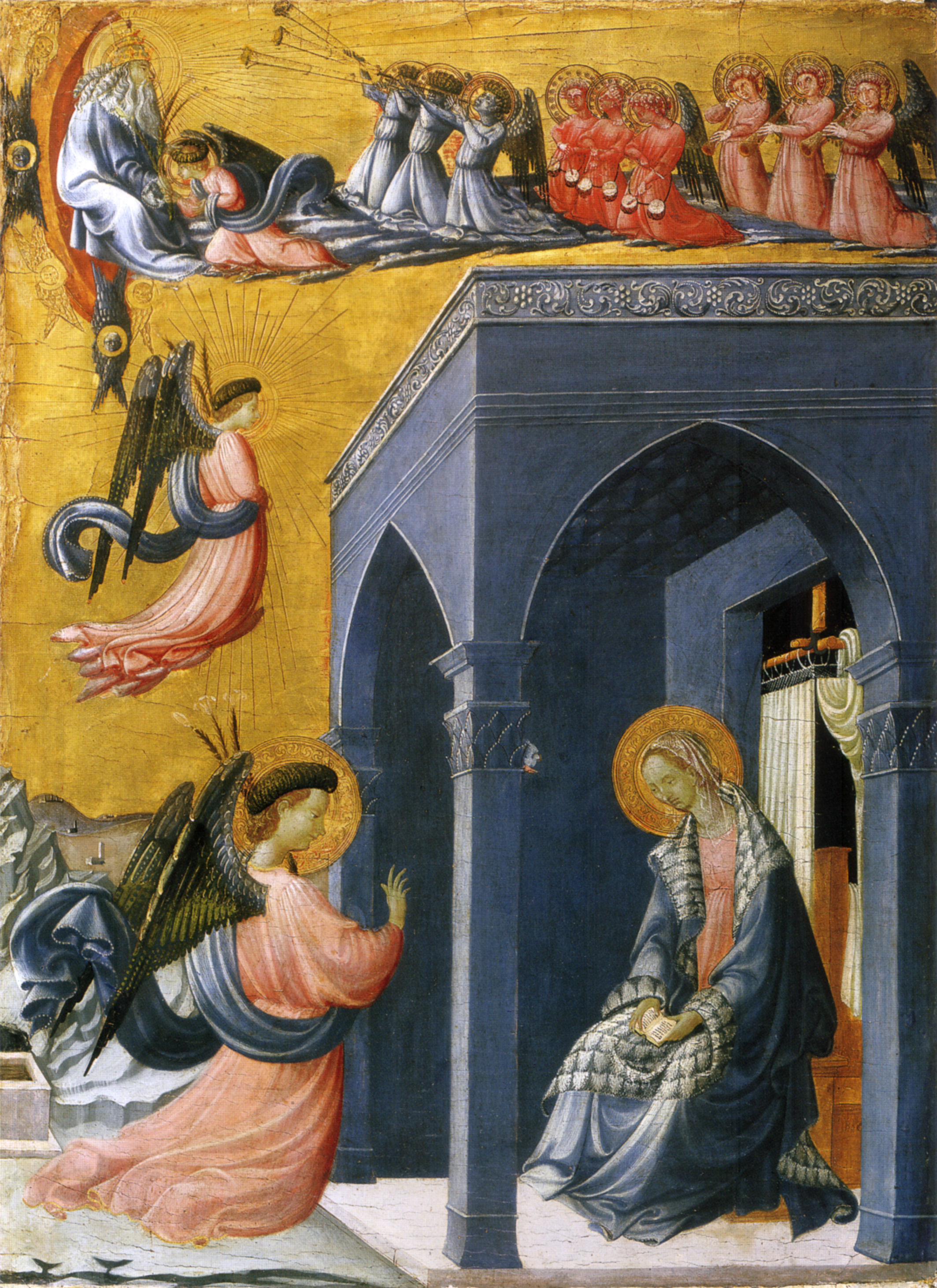

L'Annonciation est une peinture or et tempera sur panneau, réalisée vers 1425 par le peintre italien Paolo Uccello. Elle est conservée au musée Ashmolean d’Oxford, donnée en 1850 par William Thomas Herner Fox-Strangways.

## Attribution
Une étiquette du XVIIIe siècle au verso relie le tableau à Pesello et lui donne le numéro de catalogue 22. Van Male l'a attribué au Maître de la Nativité du Castello en 1929, mais trois ans plus tard, Bernard Berenson l'a donné à Pietro di Giovanni d'Ambrogio de Sienne. En 1938, Mario Salmi l'attribua à Dello Delli, tandis qu'en 1975, Parronchi affirmait qu'il s'agissait d'une des premières œuvres d'Alesso Baldovinetti. Georg Pudelko et John Pope-Hennessy ont pour la première fois souligné la forte influence d'Uccello sur l'œuvre en 1935 et 1939 respectivement par comparaison avec son Saint Georges (actuellement à Melbourne). Cependant, il a fallu attendre 1980 pour que Carlo Volpe prouve de façon concluante qu'il s'agissait d'une œuvre de jeunesse d'Uccello par rapport à sa Beccuto Madonna, bien qu'en 2002, Boskovits ait affirmé que c’était un peu plus tardif dans la carrière d’Uccello, probablement datée du milieu des années 1420 et lors de son séjour à Venise.